# Sfinx (nakladatelství)
Nakladatelství Sfinx (plným jménem Sfinx – Bohumil Janda) bylo významné československé nakladatelství a knižní distribuce, vydavatelství beletrie, odborné literatury, encyklopedií a časopisů, které založil v roce 1918 Bohumil Janda. Zaniklo v roce 1949 začleněním do nakladatelství Československý spisovatel.

## Historie
V roce 1918 si půjčil zakladatel Bohumil Janda od smíchovského lichváře finanční prostředky na vydání prvních knižních titulů. Protože brožované knihy věnovaná židovské kabale a indickému mysticismu se dobře prodávaly, jejich prodej umožnil splatit dluhy a umožnit vznik nakladatelství Sfinx. Sídlilo v Přemyslově ulici na Smíchově v Praze. Za několik let se nakladatelství stalo významným, a to nejen v oblasti knižního obchodu.
Jako první zavedlo oddělení, jež studovalo čtenářské záliby, umělecké proudy a ekonomické možnosti jednotlivých sociálních vrstev čtenářů nebo oddělení specializující se na sledování nejmodernějších polygrafických metod ve světě a optimalizaci všech částí výroby knihy.
Novinkou tehdejšího československého nakladatelského světa bylo vytvoření Evropského literárního klubu, který vytvářel vzájemnou vazbu mezi čtenářem, nakladatelem a autory či překladateli na pravidelných osobních setkáních a společenských akcích.
Ve dvacátých letech založil Bohumil Janda se svým bratrem Ladislavem Jandou knihkupectví a knižní distribuci Kramerius, které vedl Ladislav Janda. V roce 1933 došlo ke sloučení s nakladatelstvím Sfinx a Ladislav převzal funkci ředitele pro ekonomické, organizační a distribuční záležitosti.
Dne 2. března 1948 byla na nakladatelství uvalena národní správa. Dne 3. června 1949 byla jeho činnost násilně ukončena[zdroj?] a z nakladatelství Sfinx, nakladatelství ELK, nakladatelského družstva Máj a nakladatelství Františka Borového vznikl Československý spisovatel.

## Spolupracovníci
Kolem nakladatelství Sfinx se sdružovaly významné osobnosti např. Vítězslav Nezval, Josef Knap, Jaroslav Seifert, Josef Kopta, Emil Vachek, Rudolf Medek, Viktor Dyk, Bohumil Mathesius, Zdeněk Vančura, Vojtěch Jirát, Hugo Siebenschein, Milada Krausová-Lesná, Jiří Pober, Miroslav Novotný, Vladimír Kratochvíl, Vilém Mathesius, Toyen (Marie Čermínová), Jindřich Štyrský, Adolf Hoffmeister, Josef Bohuslav Foerster, Václav Tille, Josef Čapek, Max Švabinský, Max Brod, Gustav Meyrink, Franz Werfel, Václav M. Havel (otec prezidenta Václava Havla), Josef Horák, František Kovárna, Albert Pražák, František Langer, Jan Jesenský, Antonín Matějček, Vladimír Neff, Karel Josef Beneš, František Halas, Jaroslav Jan Paulík, Jiří Weil, Jindřich Štyrský, Oldřich Menhart, František Muzika a další.

## Vydavatelská činnost
Mezi lety 1919 a 1949 vydalo nakladatelství více než 800 knižních titulů.
Ve své nakladatelské a vydavatelské činnosti se zaměřovalo na českou i světovou beletrii, odbornou literaturu, encyklopedie a několik časopisů. K významným nakladatelským počinům patřili např. tituly pro posílení české národní hrdosti, dvousvazkové dílo Co daly naše země Evropě a lidstvu (1939) nebo monumentální desetidílná Česká vlastivěda (1929–1936) (graficky upravená Jaroslavem Bendou) nebo třísvazkové dílo z oblasti ekonomie a managementu Encyklopedie výkonnosti (1934).
Nakladatelství vydalo díla významných představitelů české nebo světové literatury, například Karel Havlíček Borovský, Božena Němcová, Jan Neruda, Jaroslav Vrchlický, Jakub Arbes, Vítězslav Nezval, Jaroslav Seifert, Josef Kopta, Emil Vachek, Rudolf Medek, Viktor Dyk, Bohumil Mathesius, Josef Kajetán Tyl, Toyen (Marie Čermínová), Václav Tille, Max Brod, Gustav Meyrink, Franz Werfel, Jan Jesenský, František Halas, Antoine de Saint-Exupéry.
Také vydávalo překladové tituly mnoha zemí (např. anglosaská, německá, francouzská, ruská, maďarská, italská, dánská, norská, švédská, finská, švýcarská, holandská, bulharská, jihoslovanská, řecká, polská, mexická, perská, indická, japonská a čínská).
O grafickou kvalitu knih se starali přední odborníci např. Jaroslav Benda, Oldřich Menhart, František Muzika nebo Jindřich Štyrský.
Vydavatelství vedlo více knižních edicí, např. Pyramida, Čeští beletristé, Evropská knihovna, Knihovna šestiny světa, Škola vševědná a vydávalo periodika Literární noviny a Typ – ilustrovaný magazín pro moderní podnikání.